# Veaceslav Ekimov
Veaceslav Ekimov (n. 4 februarie 1966, Vîborg, RSFS Rusă, URSS) este un ciclist rus, medaliat olimpic. A participat la 3 ediții ale Jocurilor Olimpice (1988, 2000, 2004) în care a câștigat două medalii de aur.